# Stagno di Cala Brandinchi
Lo stagno di Cala Brandinchi è una zona umida situata in prossimità della costa nord-orientale della Sardegna.
Appartiene amministrativamente al comune di San Teodoro. Il toponimo originario in lingua sarda è Cadranzolu.